# ОШ „Бранко Радичевић” Нови Сад
ОШ „Бранко Радичевић” једна је од основних школа у Новом Саду. Налази се у улици Футошка 5. Назив је добила по српском романтичарском песнику Бранку Радичевићу. 

## Историјат
Подаци о школи датирају из 1802. године. Данашња зграда је саграђена 1961, а садашњи назив носи од 1952. Садржи специјализоване учионице разредне наставе, десет кабинета, салу за физичко васпитање, школско двориште, специјализовану учионицу за продужени боравак за ученике од првог до четвртог разреда, психолошку службу, библиотеку, кухињу, трпезарију и кантину, просторије за школску управу и зборницу. Наставу похађа око 420 ученика распоређених у осамнаест одељења, од тога по једно одељење првог и другог разреда су у програму целодневне наставе. Поред редовне наставе, ученицима се пружа додатни, допунски, припремно–образовни рад, спортске, културне и многе друге активности. Учествовали су у пројектима „Деца шареног света”, „Моја машта бира да истражи тајне Свемира” и „Јачање снага детета у циљу заштите од насиља”.